# Het meisje uit de vis
Het meisje uit de vis is een volksverhaal uit Turkije.

## Het verhaal
Een visser en zijn vrouw eten elke dag vis, maar zijn vrouw heeft hier genoeg van. Als de man sterft, beseft ze dat ze ook geen vis meer hoeft te eten en is daar blij om en dankt Allah. De zoon wil gaan werken en vraagt wat zijn vader deed. Moeder vertelt haar zoon dat vader paardenfokker was en de jongen koopt een paard en neemt het mee naar huis. Het paard valt en breekt een been en de zoon vraagt wat zijn vader echt deed. Moeder vertelt dat vader een landarbeider was en de jongen koopt een stel ploeg-ossen en gaat naar de akker. 's Nachts eten wolven de dieren op en het zaad wordt door vogels uit de grond gepikt. De jongen beseft dat zijn moeder de waarheid niet zal vertellen en vraagt haar nog eenmaal met de borst te voeden. Hij bijt in haar tepel en eist het beroep van zijn vader te weten te komen. Moeder vertelt dan dat hij visser was.
De jongen neemt een vislijn en gaat naar zee, hij haalt een grote vis op en vraagt moeder deze te bereiden. Hij weet niet dat zijn moeder niet van vis houdt. Als de jongen de volgende dag weer gaat vissen, vertrekt zijn moeder ook uit het huisje. Als ze thuiskomt, blijkt het huishouden gedaan en er is voedsel bereid. De volgende dag gaat de jongen weer vissen en verkoopt de vissen op de markt. Als hij thuiskomt, is de vis nog altijd niet gebakken. Opnieuw is het huishouden gedaan en er is voedsel bereikt. De vrouw besluit de volgende dag uit te zoeken wie dit doet en ziet dat de vis tot leven komt. Er komt een mooi meisje tevoorschijn uit het vel en ze bezit de zeven schoonheden en haar wangen lijken op rode appeltjes.
De moeder grijpt het meisje en zij vertelt dat ze geen geest of djinn is, maar als schoondochter het huis is binnengekomen. De vrouw verstopt het meisje en vertelt haar zoon dat de vis te lang heeft gelegen en bedorven is. Ze vertelt ook dat ze een huwelijkskandidaat voor haar zoon heeft en de zoon brengt de nacht door met het meisje. De volgende dag rijdt de padisha langs en ziet het meisje en hij laat zijn hofmeester naar het meisje gaan. Als ze een echtgenoot heeft, moet zijn hoofd worden afgehakt. De hofmeester zegt dat dit niet mogelijk is, maar hij zal de man een onmogelijke opdracht laten uitvoeren. De visser moet een vis van 5000 kilo vangen en hij vertelt zijn vrouw wat er is gebeurd. Zij zegt hem terug te gaan naar de plek waar hij de eerste vis gevangen heeft en om het kleine visje van de zus van de vissen te vragen.
De jongen doet wat zijn vrouw heeft gezegd en krijgt een piepklein visje. Hiermee gaat hij naar de padisha en gooit het visje op de weegschaal. Het dier blijkt veel zwaarder te zijn dan de gevraagde 5000 kilo en de hofmeester bedenkt een nieuwe opdracht. De visser moet een ei halen, het op de grond stuk slaan en dan moet er een wild beest uit komen dat tegelijk een man is. De vrouw van de visser vertelt dat hij om de drie eieren van de zus van de vissen moet vragen. De visser krijgt de drie eieren en gaat naar de padisha en breekt er alvast een. Er komt een zwarte Grommel uit. De visser gaat naar zijn buren en breekt het tweede ei, waarna opnieuw een Grommel verschijnt. Ook bij de padisha wordt een ei gebroken en er verschijnt opnieuw een Grommel. De hofmeester bedenkt een nieuwe proef en de visser moet een pasgeboren kindje brengen. Als het kindje binnen is, moet hij als volwassen man met snor en zweep in de hand door de zaal lopen.
De man vertelt zijn vrouw wat er is gebeurd en de volgende dag gaat de visser opnieuw naar de plek waar hij de eerste vis gevangen heeft. De vissen begroeten hun zwager en horen wat er is gebeurd. Ze vertellen dat het kindje is geboren en geven het in een rieten mandje aan de visser. De visser gaat met het kindje naar de padisha en daar verandert de baby in een jongeman. Hij schreeuwt tegen de ongelovige goddeloze padisha en laat zijn zwaard op het hoofd van de padisha neerkomen. Het hoofd van de padisha rolt door de zaal en de visser wordt tot koning gemaakt. Het meisje uit de vis wordt koningin en de verteller is nog een tijdje gebleven en weet niet hoe het verder is gegaan.

## Achtergronden
- De Turkse titel is Balīk kīz.
- Het verhaal komt uit Bayburt, Kastamonu, Ankara, Elvan, Istanbul, Adana, Mersin, Gümüoshane, Amasya, Kavakdibi en Kars.
- Het is eenzelfde type verhaal als De betoverde kikker.